# Paracrine

Voies de signalisation cellulaire.

En biologie cellulaire, la communication paracrine est un mode de signalisation cellulaire impliquant des messagers chimiques qui agissent dans le voisinage de la cellule qui les a synthétisés.
C'est par exemple le cas d'un neurone entérique libérant un peptide, la cholécystokinine, à proximité de la membrane plasmique d'une cellule intestinale (entérocyte) ; ce peptide peut interagir avec un récepteur spécifique sur cette membrane pour générer un signal intracellulaire tel que l'inhibition du transport actif de glucose par la cellule.
Autre exemple, au niveau de l'estomac : l'histamine est libérée par les mastocytes du chorion et agit sur les cellules pariétales avoisinantes, accroissant ainsi, par effet synergique, l'efficacité de l'acétylcholine et de la gastrine.
Le mode de communication paracrine est très répandu au sein des embryons qui n'ont pas encore de système nerveux et de système circulatoire fonctionnels, rendant les communications hormonale et nerveuse impossibles. Par exemple, l'induction du mésoderme ou l'induction du système nerveux chez les embryons de Vertébrés sont réalisés de façon paracrine.
On distingue la communication paracrine d'autres formes de communication cellulaire dites juxtacrines, autocrines, endocrines voire intracrines.